# Mexy
 Mexy  es una población y comuna francesa, en la región de Lorena, departamento de Meurthe y Mosela, en el distrito de Briey y cantón de Herserange.

## Demografía
| 670 | 1684 | 2496 | 2226 | 1959 | 1997 |
| Para los censos de 1962 a 1999 la población legal corresponde a la población sin duplicidades (Fuente: INSEE [Consultar]) |      |      |      |      |      |